# Giacomo Alboresi
Giacomo Alboresi (Bologne, 1632–9 février 1677) est un peintre italien de la période Baroque.

## Biographie
Giacomo Alboresi est né à Bologne, il fut l'élève de Domenico Santi et du peintre renommé en quadratura Agostino Mitelli.
Par la suite il a travaillé auprès d'Angelo Michele Colonna, en Espagne, Florence et Parme. Il a épousé la fille de Mitelli.
Colonna et Alboresi ont utilisé des peintures de Fulgenzio Mondini, Milani et Canuti, pour placer leurs propres images.

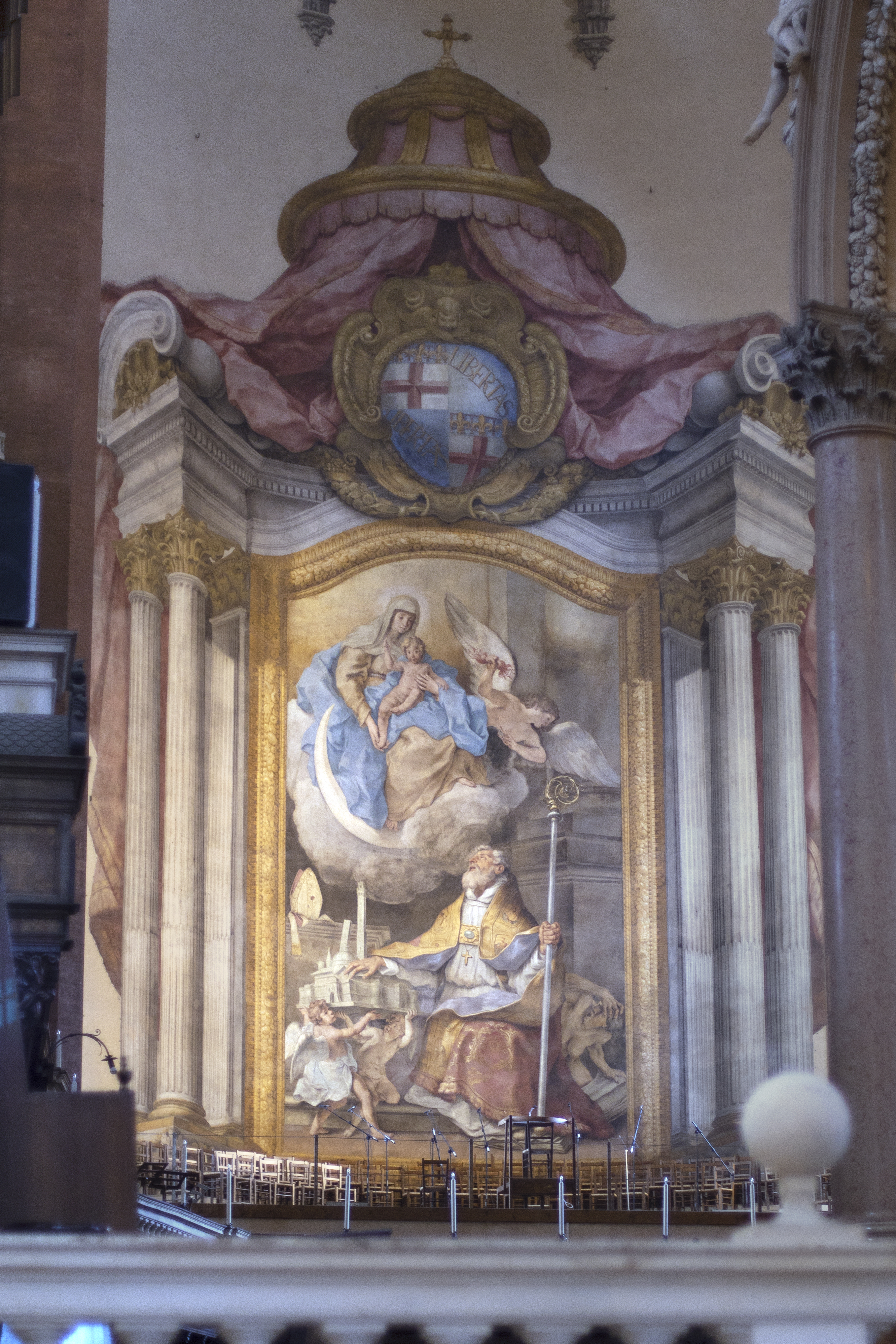
Vierge à l'Enfant dans l'abside de la basilique San Petronio de Bologne : Giacomo Alboresi a décoré l'œuvre de Marcantonio Franceschini d'après Carlo Cignani.

Alboresi a remplacé Mondini pour la peinture de la mort et la canonisation de Saint Antoine de Padoue pour la basilique de San Petronio de Bologne.
Dans l'église de San Giacomo Maggiore, il peint des décors dont les figures ont été réalisées par Bartolomeo Passarotti et a décoré à fresque l'église san Giovanni Evangelista à Parme. Il a également collaboré avec Antonio Maria Pasio dans la cathédrale de Florence.

## Sources
- (en) Cet article est partiellement ou en totalité issu de l’article de Wikipédia en anglais intitulé « Giacomo Alboresi » (voir la liste des auteurs).